# Gould (cràter)

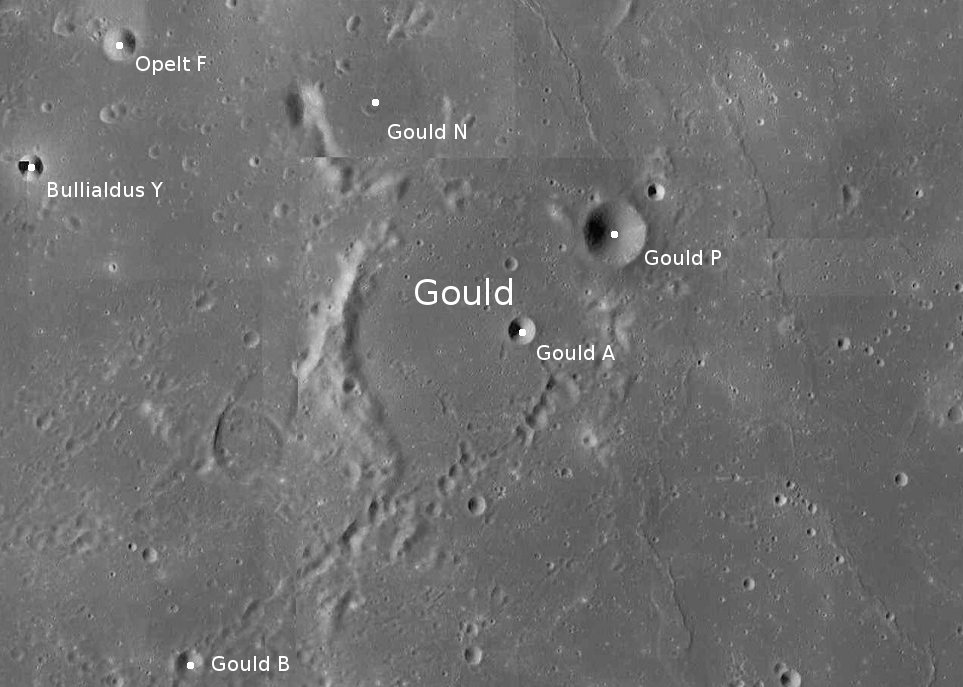
Localització de Gould. Fotografia de la missió LRO.

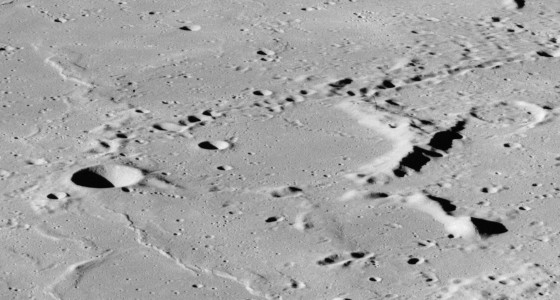
Fotografia de la missió Apol·lo 16

Gould és el romanent d'un cràter d'impacte que es troba enmig del Mare Nubium, al quadrant sud-oest de la Lluna, a l'est-nord-est del prominent cràter Bullialdus, i al sud del cràter Opelt, també molt desgastat.
Aquest cràter ha estat inundat per lava basàltica, per la qual cosa només alguns segments de la vora exterior encara sobresurten de la superfície del mar lunar. La secció més intacta de la vora apareix al quadrant occidental, que ara forma una cresta corba. Un altre segment més curt del costat nord-est també s'ha mantingut sobre la superfície, que està dividida en dues pel cràter Gould P. Només algunes petites crestes perfilen el cràter original al nord i al sud-est, amb la vora del costat sud totalment arrasat per la lava.
Una catena de cràters minúsculs forma una línia que va des de la part sud del fons del cràter cap a la part oriental. Aquests cràters són probablement cràters secundaris de Bullialdus.

## Cràters satèl·lit
Per convenció, aquests elements són identificats als mapes lunars posant la lletra al costat del punt mitjà del cràter que està més prop de Gould.
|       | \| Gould \| Coordenades \| Diàmetre \| \| ----- \| ------------------------------------ \| -------- \| \| A \| 19° 12′ S, 17° 00′ O / 19.2°S,17.0°O \| 3 km \| \| B \| 20° 30′ S, 18° 24′ O / 20.5°S,18.4°O \| 3 km \| \| M \| 17° 42′ S, 17° 12′ O / 17.7°S,17.2°O \| 41 km \| \| N \| 18° 24′ S, 17° 36′ O / 18.4°S,17.6°O \| 17 km \| \| P \| 18° 48′ S, 16° 36′ O / 18.8°S,16.6°O \| 8 km \| \| O \| 18° 12′ S, 14° 54′ O / 18.2°S,14.9°O \| 2 km \| \| X \| 20° 54′ S, 16° 54′ O / 20.9°S,16.9°O \| 3 km \| \| I \| 20° 36′ S, 15° 48′ O / 20.6°S,15.8°O \| 3 km \| \| Z \| 19° 30′ S, 15° 06′ O / 19.5°S,15.1°O \| 2 km \| |          |
| Gould | Coordenades | Diàmetre |
| A     | 19° 12′ S, 17° 00′ O / 19.2°S,17.0°O | 3 km     |
| B     | 20° 30′ S, 18° 24′ O / 20.5°S,18.4°O | 3 km     |
| M     | 17° 42′ S, 17° 12′ O / 17.7°S,17.2°O | 41 km    |
| N     | 18° 24′ S, 17° 36′ O / 18.4°S,17.6°O | 17 km    |
| P     | 18° 48′ S, 16° 36′ O / 18.8°S,16.6°O | 8 km     |
| O     | 18° 12′ S, 14° 54′ O / 18.2°S,14.9°O | 2 km     |
| X     | 20° 54′ S, 16° 54′ O / 20.9°S,16.9°O | 3 km     |
| I     | 20° 36′ S, 15° 48′ O / 20.6°S,15.8°O | 3 km     |
| Z     | 19° 30′ S, 15° 06′ O / 19.5°S,15.1°O | 2 km     |